# Variolariaceae
Variolariaceae is een botanische naam voor een familie van korstmossen behorend tot de orde Pertusariales. Het typegeslacht is Variolaria.